# Roy Geary
Roy Geary (anglès: Robert Charles Geary)  (Drumcondra, 11 d'abril de 1896 - Dublín, 8 de febrer de 1983) va ser un matemàtic, estadístic i economista irlandès.

## Vida i Obra
El pare de Geary va ser funcionari de la duana de Gravesend (Anglaterra) fins que va ser traslladat al Registre Civil de Dublín on era responsable de les estadístiques vitals i del cens de la població. Geary va estudiar al University College Dublin de 1913 fins a 1918. El 1919 va anar a París amb una beca per ampliar estudis a la Sorbona. El 1922 va ser nomenat professor de la universitat de Southampton, però no és clar si hi va arribar a exercir, ja que la fundació del nou estat d'Irlanda en finalitzar la guerra angloirlandesa, va fer que acceptés una plaça d'estadístic en el departament d'estadística del ministeri d'industria i comerç de la nova república.
Invitat per Richard Stone va estar el curs 1947-48 a la universitat de Cambridge i el 1949 va esdevenir director de l'Oficina Central d'Estadística d'Irlanda, creada aquest mateix any i que aglutinava totes les agències estadístiques governamentals. El 1957 va deixar el servei públic irlandès per a fer-se càrrec del departament de comptabilitats nacionals de l'oficina estadística de l'ONU a Nova York, càrrec que va mantenir fins al 1960, quan va tornara Dublín per dirigir el recent creat Institut de Recerca Econòmica. El 1966 es va retirar definitivament, tot i que va continuar sent assessor de Institut de Recerca Econòmica fins poc abans de la seva mort el 1983.
Geary és recordat per haver introduït alguns conceptes matemàtics importants en el camp de l'estadística i l'economia. Per exemple: la funció d'utilitat de Stone-Geary, l'índex C de Geary per mesurar l'autocorrelació espaial, el dòlar Geary-Khamis, moneda fictícia que permet fer comparaciones interterritorials i el mètode de les variables instrumentals.